# Charlie Watts (calciatore)
Charles Watts, detto Charlie (Stockton-on-Tees, 1º gennaio 1870 – Newcastle upon Tyne, 23 novembre 1924), è stato un calciatore inglese, di ruolo portiere.

## Biografia
Al di fuori della propria carriera da calciatore professionista, Watts era un grande amante del gioco d'azzardo, che con il trascorrere degli anni gli procurò svariati debiti. Watts si tolse la vita il 23 novembre 1924 tagliandosi la gola con un coltello.

## Carriera
Iniziò la propria carriera professionistica al Middlesbrough Ironopolis, con cui rimase per una stagione prima di trasferirsi al Blackburn, che lasciò prontamente un anno dopo per accasarsi al Burton Wanderers. Dopo due annate abbastanza convincenti, venne acquistato dal Newcastle Utd. Divenuto titolare durante la stagione in Second Division, perde tale posizione dopo la promozione del club.
Watts terminò la propria carriera agonistica nel 1906, dopo aver collezionato in nove stagioni un totale di 101 presenze.   